# An Thượng, thành phố Hải Dương
An Thượng là một xã thuộc thành phố Hải Dương, tỉnh Hải Dương, Việt Nam.
Tên của xã được ghép từ tên của 2 xã cũ là An Châu và Thượng Đạt.

## Địa lý
Xã An Thượng nằm ở phía bắc thành phố Hải Dương, có vị trí địa lý:
- Phía đông giáp huyện Nam Sách và phường Nam Đồng
- Phía tây và phía bắc giáp huyện Nam Sách
- Phía nam giáp các phường Bình Hàn, Cẩm Thượng, Nhị Châu, Việt Hòa với ranh giới là sông Thái Bình.

Xã An Thượng có diện tích 6,64 km², dân số năm 2018 là 7.252 người, mật độ dân số đạt 1.092 người/km².

## Lịch sử
Xã An Thượng trước đây vốn là hai xã An Châu và Thượng Đạt thuộc huyện Nam Sách.
Ngày 19 tháng 3 năm 2008, xã An Châu và xã Thượng Đạt được sáp nhập vào thành phố Hải Dương.
Trước khi sáp nhập, xã An Châu có diện tích 4,02 km², dân số là 4.276 người, mật độ dân số đạt 1.064 người/km². Xã Thượng Đạt có diện tích 2,62 km², dân số là 2.976 người, mật độ dân số đạt 1.136 người/km².
Ngày 16 tháng 10 năm 2019, Ủy ban Thường vụ Quốc hội ban hành Nghị quyết số 788/NQ-UBTVQH14 về việc sắp xếp các đơn vị hành chính cấp huyện, cấp xã thuộc tỉnh Hải Dương (nghị quyết có hiệu lực từ ngày 1 tháng 12 năm 2019). Theo đó, sáp nhập toàn bộ diện tích và dân số của hai xã An Châu và Thượng Đạt thành xã An Thượng.